# Ayyur
Ayyur (en tifinagh : ⴰⵢⵢⵓⵔ) est une divinité lunaire adorée par les Berbères durant les temps anciens. Le nom ayyur signifie littéralement « la lune » dans les langues berbères. Le nom désigne aussi le mois lunaire.
Hérodote a écrit au Ve siècle av. J.-C. que les Berbères sacrifiaient au soleil et à la lune. En outre, Ibn Khaldoun rapporte qu'à l'époque de l'invasion arabe de leur territoire, « ceux des Berbères qui n'avaient pas été convertis au judaïsme ou à la foi chrétienne adoraient le soleil et la lune, ainsi que les statues de divinités ». Le nom Ayyur apparaît dans plusieurs inscriptions laissées par les Berbères de l'Antiquité.
Chez tous les Berbères, la lune est associée à la fécondité, à la culture, à la beauté, au féminin et à l’humidité, symbolisme confirmé par l'étude des légendes et des rites berbères. Chez les Touaregs, le lien avec l’eau et la fécondité est encore plus explicite comme l'atteste un rituel relevé dans le Hoggar, au début du XXe siècle, par Charles de Foucauld à l’occasion de la nouvelle lune.
Malgré ces attributs largement féminins, Ayyur demeure une entité ambiguë, tantôt décrite comme féminine ou masculine.